# قرآن قدس
قرآن قدس نسخه‌ای است از ترجمهٔ فارسی قرآن که گفته می‌شود کهن‌ترین ترجمهٔ قرآن به فارسی است. این قرآن در سال ۱۳۴۵ ش در دیرینکده/موزهٔ آستان قدس شناسایی شد و دیدگاه کارشناسان را به خود گیراند و روشن شد یک برگردان بسیار ارزشمند تاریخی است. قرآن قدس در سال ۱۳۵۵ در یک جلد چاپ شد و در سال ۱۳۶۴ علی رواقی آن را در دو جلد بزرگ منتشر کرد. اندکی از آغاز این برگردان — از ابتدای قرآن تا آیهٔ ۲۱۳ سورهٔ بقره — و اندکی از انتهای آن — شماری از سوره‌های کوچک قرآن — در دست نیست.

## اهمیت
ترجمه قرآن قدس، نمونه‌ای روشن از یک برگردان بسیار موشکافانه و آگاهانه از قرآن است. و از دیدگاه تاریخ زبان و اتمولوژی نیز از ارزشهای ویژه و کم‌مانندی بهره‌ور است.

--علی رواقی

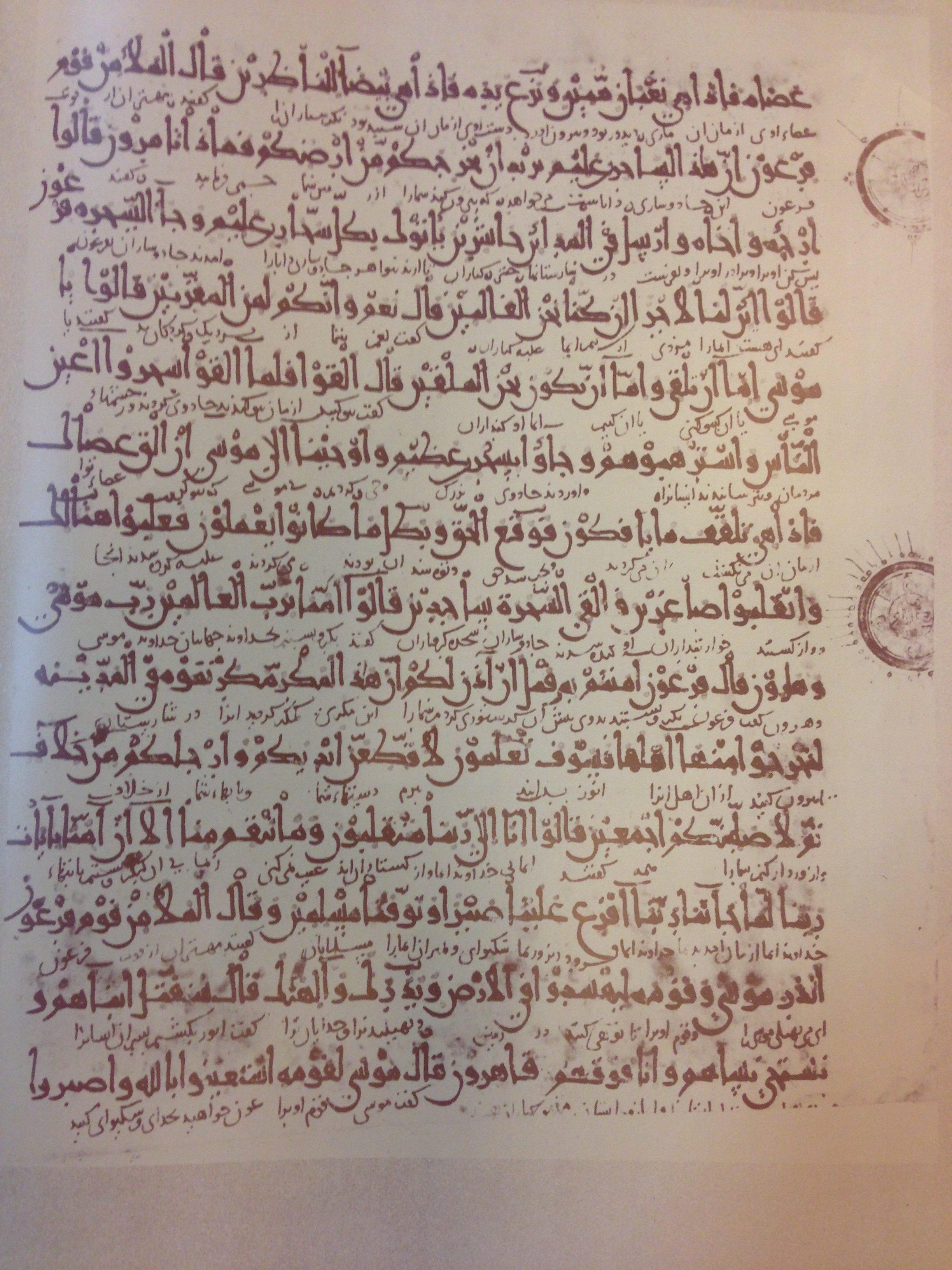
قدیمی‌ترین ترجمهٔ فارسی از قرآن

اهمیت قرآن قدس در این است که هویدا شد کهن‌ترین برگردان فارسی از قرآن است که تاکنون بجا مانده‌است. خط آن کوفی است اما با جوهرِ رنگی اِعراب‌گذاری شده‌است. اعراب‌گذاری روی خط کوفی (حیره‌ای) خود بر اهمیت این اثر می‌افزاید اما از همه مهم‌تر اینکه در برگردان فارسی آن واژگان بسیار زیادی از زبان پارسیگ وجود دارد و حتی آشاکارا‌ ترین واژگان عربی مانند «کافر» و «مؤمن» نیز به صورت «کژاندیشان» و «باورداران» برگردانده شده‌است که نشان می‌دهد در زمان برگرداندن این قرآن، مردم هنوز با آشکارترین واژگان عربی نیز آشنا نبوده‌اند. دوم اینکه در این قرآن واژگانی مانند (بهشت) و ( بد ) به صورت [گَهشت] و [گَد] نوشته شده که نشان می‌دهد که در فارسی میانه وات «گ» نه تنها در پایان واژگان (مانند خانگ = خانه) وانگه در آغاز واژگان نیز زدایش یا دگرگون شده‌است. این نَسک نیز همانند رونوشت های آغازین قرآن‌ها نشان می‌دهد که قرآن‌های نخستین دارای شمارهٔ آیه و سوره نبوده‌اند.
به گفتهٔ علی رواقی، درست کننده دوباره ی این قران:«ترجمهٔ قرآن قدس، نمونه‌ای روشن از یک ترجمهٔ بسیار دقیق و آگاهانه از قرآن است. و از دیدگاه تاریخ زبان و اتمولوژی نیز از ارزش‌های ویژه و کم‌مانندی بهره‌ور است.» ۷۵ برگه نخست کتاب به بازگویی علی رواقی در مورد واژگان و زبان‌شناسی اختصاص دارد. زبان ترگویه این قرآن کهن به سیستانی می‌باشد. در پایین برگه های کتاب برابری واژگان برگردان کهن و فارسی نو آورده شده‌است. باید رویکرد داشت که در این رونوشت و همهٔ رونوشت های کهن نقطه نداشتن بعضی واژگان مانند: «نپدیرفتن» (نپذیرفتن)، «حشنود» (خشنود) و... یا نگارش ناهمگون مانند «جهن» (جهان)، «بگه» (بگو)، «ورتاشید» (ورپاشید) و «تارسید» (ترسید) نشانهٔ نادرستی نگارشی است و نه اینکه در آن دوره بدان گونه سخن می‌گفته‌اند.

## دیرینگی
گمان میرود که ترجمهٔ قرآن قدس میان سالهای ۲۵۰ تا ۳۵۰ هـ.ق انجام گرفته باشد.
بنا به همانندها و نشان‌های زبانشناختی، زمان نوشتن آن بین سال‌های ۲۵۰ تا ۳۵۰ هجری قمری است. اگر چه ژیلبر لازار بر این دیدگاه است که کاربرد ساختار ابزار فعلی «می» و حرف اضافه «در» به جای «همی» و «اندر» در این نویسه با اینکه دیگر نشانه‌های کهنگی، رهنمود بر این دارد که این نویسه از سَده پنجم کهن‌تر نیست و بهتر است که آن را وابسته به نیمهٔ دوم این سَده بدانیم.

## چند نمونه از واژگان فارسی کهن در این ترجمه
| - گهانه = بهانه - گهیشت= بهشت - گویشتر= بیشتر - خون گها=خون‌بها - و از گرفتن = بازگرفتن - بسندکاری = خشنودی - انوز= هنوز - ورنشستگان = سواران - یک دو کردن = اضافه کردن - إشناسی= بشناسی - بزه کر= بزهکار - نکهید= نکاهید - گوهان= گواهان - گمامند نشید= گمان مند نشوید - دویر= کاتب و نویسنده | - ورمنه varmone = برمن نه (برمن بگذار) - وادم = پایان - می‌گهند= می‌گویند - وستام کن = اعتماد و توکل کن - رامشتی شداران= شادمانان - می‌رامشت= شادی و به به (بهجه) می‌کرد. - خواندار= آواز خوان - گرویشت (گرایش)= ایمان - گورده = کمر - خوردان=(کوچک ان) کودکان - بپایان= برپا دار - میزدک بر= مژده ده بشارت دهنده - زوش (zosh)= درشت و محکم | - نگه وان= نگهبان - دهن بستان= دهن بسته (بی زبان و لال)= چارپایان - ورخیزید= برخیزید - سرهنگ= سردار و سالار - خجاره= اندک - سیدگر= سه دیگر= سوم - گراگر= برابر - نمون= نمونه همتا - خزینه= گنجینه - ایار= یار-عیار - زاریدن= تضرع کردن - اورها= ابرها - پرستون کنید= بپرستید - وازکنی = باز کنی |

## فرهنگنامه قرآنی
قرآن قدس یکی از قرآن‌هایی است که در فرهنگنامه قرآنی: فرهنگ برابرهای فارسی قرآن بر اساس ۱۴۲ نسخه خطی کهن محفوظ در کتابخانه مرکزی آستان قدس رضوی فهرست‌نویسی شده است. این فرهنگ دربردارنده بیش از ۱۹۰ هزار برابرنهاده برای واژگانی از ۱۵۶۱ ریشه عربی در قرآن است. نسخه شماره ۱ در این فرهنگنامه همان قرآن قدس است. امروزه محتوای فرهنگنامه قرآنی به صورت برخط و به تفکیک ریشه‌های عربی قابل دسترسی است. برای نمونه قرآن قدس از ۲۳ حالت صرفی ریشه س-ل-م در قرآن بیش از ۲۰ مورد را به مشتقات «نرم شدن» برگردانده است. مثلا این قرآن، واژه عربی «مسلمان» را به واژه فارسی نرم‌شدآر برگردانده است.